# Auditorio municipal Enric Granados

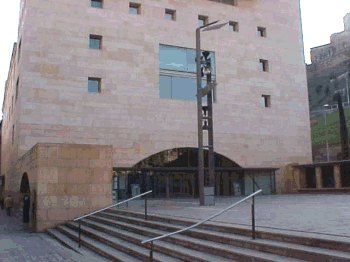
Auditorio Municipal Enric Granados.

El Auditorio Municipal Enric Granados es el principal escenario de actuaciones musicales de la ciudad de Lérida. Este centro cultural dedicado a la creación, promoción y enseñanza de la música, está situado en plena calle mayor de la capital, comenzó a construirse en 1984 y acabó en 1994. La Reina Sofía lo inauguró el 14 de febrero de 1995.
El auditorio consta de una sala sinfónica con capacidad de 803 personas y una sala de cámara con capacidad de 241 personas. La primera dispone de un aforo de 803 butacas y la segunda de 245, estando esta detrás la sala dedicada a la música de cámara. 
El edificio fue obra de los arquitectos leridanos Ramón Artigues y Ramón Sanabria, y fue bautizado con el nombre de Enric Granados como tributo al compositor y pianista más emblemático de la ciudad de Lleida.

## Fines del Auditori Enric Granados
Además de representarse y promocionar la música a través de espectáculos, este auditorio tiene otras finalidades relacionadas con la educación, la pedagogía y la socialización. 
- Garantizar la producción y difusión de los diferentes estilos musicales.
- Promover la música en vivo como elemento pedagógico de desarrollo y de sensibilidad.
- Fomentar la creación en el ámbito musical.
- Facilitar el acceso de los jóvenes músicos a los circuitos profesionales.

## Grandes eventos artísticos celebrados
- 1995: Stéphane Grappelli
- 2008: Luz Casal (8 de mayo)
- 2009: El Cigala (7 de mayo)
- 2009: Diana Navarro (17 de octubre)

## Curiosidades
El cortometraje Sonata in Motion se rodó en parte en las instalaciones del Auditorio.

## Espacios
- Sala sinfónica: con capacidad para 803 personas.
- Sala de cámara: con capacidad para 241 personas.
- Conservatorio y escuela municipal de música: contiene 30 aulas con diferentes características.
- Biblioteca-fototeca: abierta al público en general.
- Sala de exposiciones.